# Manuel de Sousa Martins

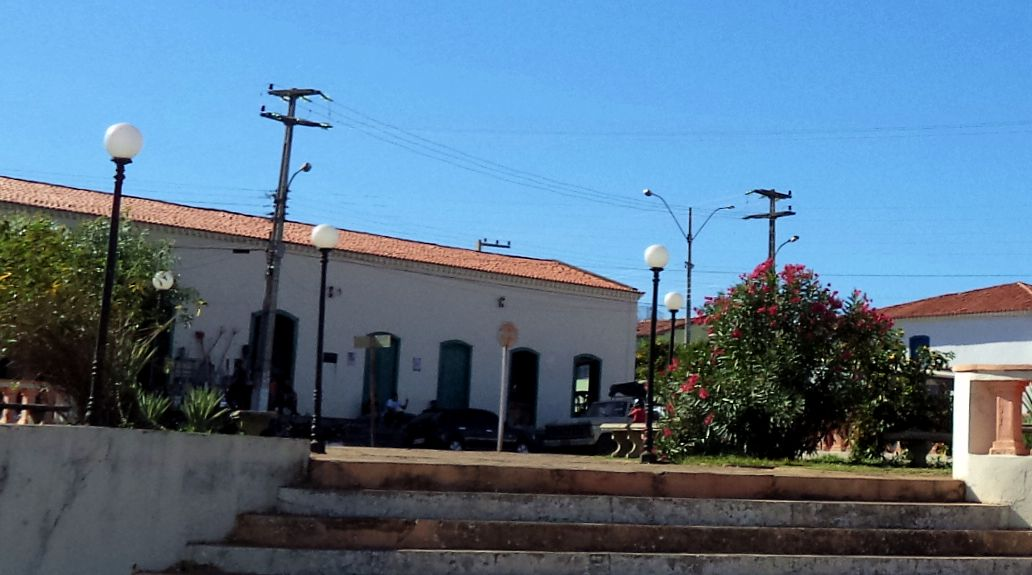
Casa de Sousa Martins em Oeiras, tombada pela legislação do patrimônio cultural do Piauí.

Manuel de Sousa Martins, primeiro barão e visconde com grandeza de Parnaíba, (Fazenda Serra Vermelha, Oeiras, 8 de dezembro de 1767 — Oeiras, 20 de fevereiro de 1856) foi um militar e político brasileiro.
Foi um dos mais importantes personagens da independência brasileira na província do Piauí, que em parceria com outras personalidades da época, como seus primos, Inácio Francisco de Araújo Costa e padre Marcos de Araújo Costa, de Simplício Dias da Silva, Leonardo de Nossa Senhora das Dores Castelo Branco e D.Raimundo Pereira da Silva, compõem o panteão dos heróis da Independência da futura Província do Império do Brasil. Manuel de Sousa Martins (o segundo de seu nome), era o filho primogênito dentre quatro rebentos do português Manuel de Sousa Martins e de Ana Rodrigues de Santana, esta era a filha primogênita do casal Dom  Valério Coelho Rodrigues (este também português) e da paulista Dona Domiciana Vieira de Carvalho. O Visconde de Parnaíba era sétimo neto em linha varonil de Dom Bernardino de Sousa Martins (tronco da família Sousa Martins de Portugal); em que o patronímico Martins, provinha do genitor deste último Dom Martim de Sousa, nascido em 1448, filho de Dom Pedro de Sousa, este era irmão de Dom Gonçalo Anes de Sousa, 3º senhor de Mortágua, ambos descendentes de D. Martim Afonso Chichorro, filho bastardo de rei D.Afonso III, de Portugal, o bolonhês. Esta linhagem está referida no mundialmente prestigiado site de genealogia, Geneall Portugal.

## Consórcios e descendência
Aos 18 anos de idade, Manuel de Sousa Martins (segundo), desposou sua prima de 3º grau Dona Josefa Maria dos Santos, de cujo consórcio nasceram os três filhos a seguir enumerados:[carece de fontes?]
1. Raimundo de Sousa Martins, foi comandante das tropas separatistas do Piauí, responsáveis pelo cerco de Fidié no Maranhão até a chagada de Caxias. Foi Presidente do Conselho de Governo da Província de 16 de setembro de 1824 a 13 de fevereiro de 1829, deputado provincial de 1835 a 1837 e Comandante de Armas. Casado em primeiras núpcias com sua prima em 3º grau D.Maria Rodrigues de Santana (segunda), irmã caçula do Tenente Cel. Inácio Francisco de Araújo Costa, gerando deste casamento dois filhos, consoante observado no livro "Família Coelho Rodrigues, passado e presente", os quais são: 1.1. Doroteia Maria de Santana, que se casou em primeiras núpcias com seu primo Joaquim Clementino de Sousa Martins, filho primogênito de sua tia paterna D.Maria Josefa de Sousa Martins e de Manuel Clementino de Sousa Martins; deste casamento não houve descendência. Dorotéia casou-se em segundas núpcias com D.Elias de Sousa Martins, o qual era filho de seu tio-avô D.Joaquim de Sousa Martins (irmão do Visconde da Parnaíba) do qual também não teve filhos.                        1.2. Marcos de Sousa Martins (primeiro desse nome) que faleceu durante o parto assim como sua mãe. Raimundo de Sousa Martins casou-se em segundas núpcias com sua prima de 3º grau D.Umbelina Maria da Conceição, sobrinha da primeira esposa e filha primogênita do tenente coronel e Presidente  da Província do Piauí D.Inácio Francisco de Araújo Costa. Deste consórcio nasceram seis filhos:                                                                                                                   1.3. D.Maria Teresa de Sousa Martins. Casada com Teotônio de Sousa Mendes, este casal foi o genitor do coronel Raimundo de Sousa Mendes, conhecido entre os seus contemporâneos como "Raimundo do Espírito Santo", o qual era assim, um dos bisnetos  do Visconde da Parnaíba.                                                                                                                                              1.4. D.Eulália Carolina de Sousa Martins. Casada com Manuel Antônio de Carvalho. Eulália e Manuel tiveram duas filhas as quais foram portanto, bisnetas do Visconde da Parnaíba: D.Umbelina Carolina de Carvalho, nascida em 30 de janeiro de 1853 e casada com Fernando Ribeiro Gonçalves e D.Celecina de Carvalho, a qual foi esposa do citado coronel Raimundo do Espírito Santo.

1.5. D.Isabel Brígida de Sousa Martins. Casada com seu primo Clementino de Sousa Martins; este casal teve quatro filhos:           
Helvídio Clementino de Sousa Martins, Prefeito da Cidade de Picos, Ana Raimunda, Idalina Clementino e Gentil Clementino.
1.6. D.Manuel Inácio de Sousa Martins. Casado com D.Ana Maria Barbosa Dantas, os quais tiveram cinco filhos, os quais são bisnetos do Visconde da Parnaíba:  D.João de Sousa Martins (quarto desse nome), D.Álvaro de Sousa Martins, D.Raimundo de Sousa Martins (quarto desse nome), D.Afonso de Sousa Martins e D.Maria Umbelina de Sousa Martins, todos com descendência, conforme a pesquisa do livro "Família Coelho Rodrigues, Passado, e Presente" de autoria do falecido General da Reserva do Exército brasileiro e pesquisador, Abimael Clementino Ferreira de Carvalho.
1.7. D.Marcos de Sousa Martins (segundo desse nome), que faleceu quando criança.
2.  D.José de Sousa Martins. Segundo filho do Visconde da Parnaíba, nasceu em Oeiras-Piauí em 11 de Março de 1792, onde faleceu em 1862. Foi  coronel de armas da Província, combatendo pela Independência e na Balaiada. casado em 1ºs núpcias com Eulália Maria de Jesus; de cujo consórcio nasceram três filhos (conforme a pesquisa do livro "Família Coelho Rodrigues, Passado, e Presente" de autoria do falecido General da Reserva do Exército brasileiro e pesquisador, Abimael Clementino Ferreira de Carvalho):
2.1. D.Maria Raimunda de Sousa Martins, casada com seu primo de 2º grau Cândido de Sousa Martins, casal este, que gerou três filhos: Conrado de Sousa Martins, que faleceu solteiro, D.Tereza de Jesus Maria e D.José Idelfonso de Sousa Martins, que por seu turno, foi o avo materno do ex-governador do Piauí Dr. Djalma Martins Veloso (21/10/1921 - 08/05/2007).
2.2. D.Leopoldina de Sousa Martins(gêmea com a anterior), casada com Valdivino José Ferreira, os quais tiveram cinco filhos: Antônio Leopoldino, Maria Leopoldina, Leopoldino Ferreira, Leonília Leopoldino e Dr Joao Leopoldino Ferreira, bisneto do Visconde da Parnaiba, Bacharel em Direito, magistrado, foi o primeiro juiz da cidade de Amarante, seu filho, Assuero Leopoldino Ferreira, foi o avo materno do ex-presidente da República Federativa do Brasil, José Sarney, conforme a pesquisa do livro "Família Coelho Rodrigues, Passado, e Presente" de autoria do falecido General da Reserva do Exército brasileiro e pesquisador, Abimael Clementino Ferreira de Carvalho.
2.3. Coronel D.Raimundo Epifânio de Sousa Martins, nascido em 5 de janeiro de 1813 e faleceu no ano de 1885. Casado com D.Adilana Maria Soares da Silva. Viúvo de Eulália Maria, D.José de Sousa Martins, o secundogênito do Visconde da Parnaíba desposou em segundas núpcias a pernambucana D.Luiza Ferreira de França; de cujo matrimonio nasceram mais cinco filhos (conforme a pesquisa do livro "Família Coelho Rodrigues, Passado, e Presente" de autoria do falecido General da Reserva do Exército brasileiro e pesquisador, Abimael Clementino Ferreira de Carvalho):
2.4. D.Maria Josefa de Sousa Martins (segunda desse nome), assim batizada em homenagem a sua tia paterna; era conhecida como "sinhazinha". Foi a segunda esposa do comendador D.Francisco de Sousa Mendes, o qual era sobrinho pelo lado materno do Visconde da Parnaíba. Este casal, teve quatro filhos, os quais são pois, bisnetos do Visconde da Parnaíba:
- D.Antônio Gentil de Sousa Mendes, grande orador, Deputado Provincial e chefe do governo do Piauí
- D.Arcânjela de Sousa Mendes
- Major Evaristo de Sousa Mendes
- D.Francisca de Sousa Mendes, que nasceu em 21 de outubro de 1842 e faleceu em 8 de abril de 1915 em Valença do Piauí, onde passou a residir quando foi desposada pelo fazendeiro Joaquim Couto Barbosa. A história do casal Francisca Mendes e Joaquim Barbosa é de amplo conhecimento por parte de seus descendentes, não apenas pelos registros históricos, mas graças ao empenho de preservá-la por parte de sua neta paterna D.Maria Campelo da Silva (23/07/1901 - 16/05/1981); que por sua vez os transmitiu para filhos e netos, um dos quais, o historiador e genealogista D.Álvaro k.S. Soares.

2.5. D.Rosa Ferreira de França, casada com Francisco Brás Dantas.
2.6. D.José de Sousa Martins (segundo desse nome), que faleceu criança.
2.7. D.Josefa de Sousa Martins, casada com Inácio Soares da Silva (filho de Praxedes Soares da S. e de Ana Joaquina da Costa) de cujo consórcio, nasceram: Canuto, Eulália, Raimundo, Ana, Laura, e  Edmundo Soares da Silva.
2.8. D.João de Sousa Martins, que faleceu na infância .
3.  D.Maria Josefa de Sousa Martins, a filha caçula do primeiro casamento do Visconde da Parnaíba, nasceu no ano de 1796 e de acordo com o livro de batismos da Catedral de Oeiras, foi batizada em 12 de setembro de 1797 na referida igreja, tendo como padrinhos seu tio paterno D.Joaquim de Sousa Martins e D.Ana Joaquina Freire de Andrade. Casou-se com seu primo D.Manuel Clementino de Sousa Martins, filha de seu tio paterno e padrinho e de D.Tereza de Jesus Maria. D.Maria Josefa de Sousa Martins faleceu em 7 de julho de 1882, sendo sepultada na Catedral onde fora batizada no mesmo túmulo em que seu pai estava sepultado. Ela teve onze filhos (conforme a pesquisa do livro "Família Coelho Rodrigues, Passado, e Presente" de autoria do falecido General da Reserva do Exército brasileiro e pesquisador, Abimael Clementino Ferreira de Carvalho).
3.1. Coronel D.Joaquim Clementino de Sousa Martins, conforme já visto, não gerou filhos de seu casamento com D.Dorotéia Maria de Santana.[carece de fontes?]
3.2. Coronel D.Francisco Clementino  de Sousa Martins, foi pai de 04 filhos: D.Manuel Clementino de Sousa Martins(terceiro desse nome), D.Francisco Clementino de Sousa Martins (segundo desse nome), D.Ostenes Clementino e D.Lisbela Clementino.
3.3. D.Jesuína Clementino de Sousa Martins, casada com Benedito Ferreira de Carvalho.
3.4. Coronel D.Clemetino de Sousa Martins, consoante visto, desposou sua prima Isabel Brígida de Sousa Martins. Viúvo, casou-se em segundas núpcias com Elisa Rosa da Silva Moura, da qual gerou mais três filhas: Ro, Raimunda e Maria Clementino de Sousa Martins.
3.5. D.Carolina Clementino de Sousa Martins, nascida em Oeiras. casou-se com o tenente coronel Raimundo Tomás Aguiar, foram os pais de um único filho: Dr. Helvídio Clementino de Aguiar, nascido em 10 de novembro de 1848 e falecido em 1 de agosto de 1936; que por sua vez, fixou residência em Teresina. na chácara Araporanga, à avenida Frei Serafim, nº 90 (onde atualmente se encontra o Metropolitan Hotel), onde nasceram seus filhos, dentre os quais, o desembargador e ex-governador do Piauí Dr. Eurípedes Clementino de Aguiar (19/01/1880-03/03/1953). A filha deste último Maria Genoveva de Aguiar Morais (15/02/1927-07/01/2015), conhecida como Genu Moraes, foi uma das mais prestigiadas damas da alta sociedade piauiense, sendo responsável direta pela preservação do legado de seu pai.
3.6. D.Hortência Clementino de Sousa Martins, faleceu solteira.
3.7. D.Leopoldina Josefa Clementino de Sousa Martins casou com Ricardo Pereira da Silva.
3.8. D.Manuel Clementino de Sousa Martins (segundo desse nome), nasceu em 28 de dezembro de 1832 e faleceu em 12 de fevereiro de 1898. Foi um grande senhor de terras no município de Picos e o avô materno do general Abimael Clementino Ferreira de Carvalho, autor do livro, família Coelho Rodrigues "passado e presente".
3.9. D.Leopoldo Clementino de Sousa Martins, que faleceu na infância.
3.10. D.Maria Josefa Clementino de Sousa Martins, casada com Benedito Ferreira de Carvalho, então viúvo de sua irmã Jesuína.
3.11. D.José Clementino de Sousa Martins, casado com D.Silvana Rodrigues de Sousa Martins, os quais foram pias de seis filhos: D.Teonas, D.Herasmo, D.Ricardo, D.Ana, D.Maria e D.Hortencio Clementino de Sousa Martins, também bisnetos do Visconde da Parnaíba.

## Movimento pela adesão Capitania ao grito do Ipiranga
Quando chegaram ao Piauí as notícias sobre o Grito do Ipiranga, o futuro Visconde da Parnaíba já realizava em sua residência, localizada na Praça das Vitórias no centro urbano de Oeiras, reuniões com membros da aristocracia piauiense, no intuito de se articularem para sua adesão à causa. A oportunidade surgiu em 19 de outubro de 1822, quando membros da câmera de Parnaíba, entre eles Simplício Dias da Silva, declararam seu apoio ao imperador D.Pedro I e consequente libertação do domínio português; no início do ano seguinte, o governador nomeado por D.João VI, major Manuel da Cunha Fidié, decidiu inadvertidamente, seguir com a sua guarnição para Parnaíba e punir os líderes da decisão. Quase imediatamente, em 24 de janeiro de 1823 Manuel de Sousa Martins, acompanhado de seus primos acima mencionados declarou em praça pública a adesão de Oeiras à Independência. Fidié ainda empreendeu a volta para Oeiras, porém foi detido a meio caminho quando de regresso, nas cercanias de Campo Maior, onde teve lugar a Batalha do Jenipapo, às margens do rio de mesmo nome, de onde o comandante português se encaminhou para Caxias, no estado do  Maranhão, o último foco de sua resistência. No mesmo dia em que iniciou o movimento em praça pública, Manuel de Sousa Martins, ocupou a administração do Piauí Imperial, como seu primeiro Presidente Provincial, permanecendo no cargo até 9 de dezembro de 1826, quando foi sucedido por Inácio Francisco de Araújo Costa, o qual sucedeu brevemente entre 13 e 15 de fevereiro de 1829 e finalmente desde 7 de fevereiro de 1831 até 30 de dezembro de 1843, o mais longo governo da História piauiense. Como o maranhão permanecia sob o jugo português, em seu governo, houve a proibição de comércio de gado com aquela futura província até  sua total capitulação.[carece de fontes?]

## Conselho de Governo (1824 a 1825)
Foi presidente do Conselho de Governo de 1º de maio de 1825 a 9 de dezembro de 1828. Durante seu governo é enviado cerca de 500 soldados para lutarem na Guerra da Cisplatina.[carece de fontes?]
Durante a época de governo interino, ele procura manter um governo no qual seguisse o padrão do novo estilo de governo que foi adotado no período imperial no Brasil, ao ser efetivado no cargo e apoiado pelo imperador D. Pedro I, ele tenta suforcar qualquer tentativa de revolta, e fazer com que os piauienses abandonassem os ideiais de revolução, segundo historiadores, Né de Sousa tentou acalmar de forma pacífica, evitando até, inclusive a execução dos líderes revoltosos piauienses, o que ocorreu diferente nas outras capitanias, nas quais se verificaram inúmeras mortes.[carece de fontes?]

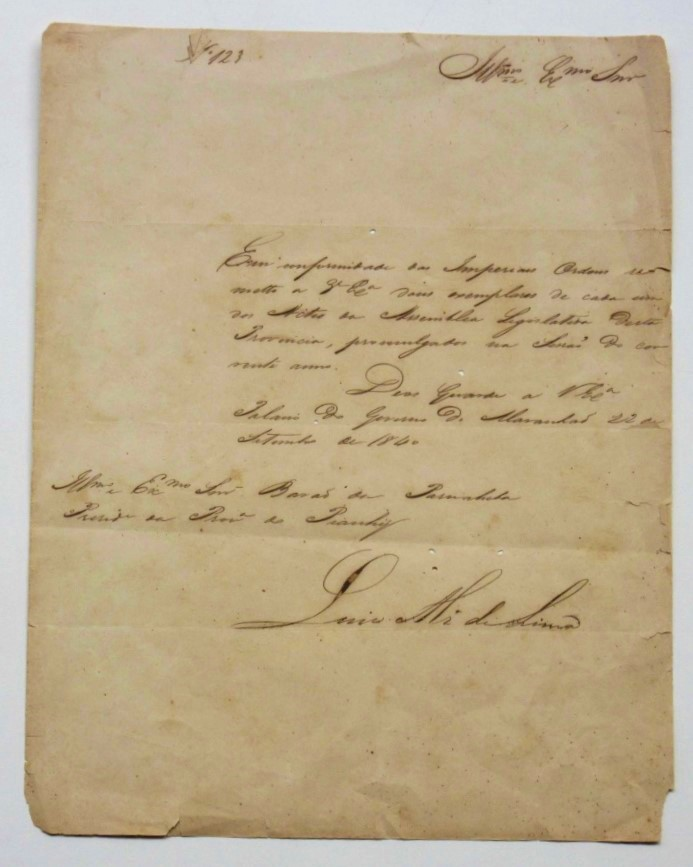
Documento do Duque de Caxias para Sousa Martins em 1840.

## Presidência do Piauí
Foi presidente do Piauí novamente de 17 de fevereiro de 1831 a 30 de dezembro de 1843. No seu governo houve um recenseamento da província, a criação de novas vilas em 1832 (Poti, Piracuruca, Jaicós e São Gonçalo do Amarante), no ano de 1835 houve a instalação da Assembléia Legislativa Provincial com 20 deputados e a criação do Corpo da Polícia Provincial (atual Polícia Militar do Piauí).[carece de fontes?]
O recrutamento militar obrigatório causou indignação a maioria dos piauienses, até mesmo as familias dos adversários políticos eram forçadamente recrutados. Em uma região de produção familiar, ingressar em um corpo familiar, trazia bastante prejuízos, especialmente porque ser enviados para as frentes de luta no sul do Império significava quase morte certa. O nepotismo político passou a ser muito fluente no Piauí quando ele passou a nomear prefeitos (quase todos eram parentes ou pessoas próximas), causando uma reação imediata da população e membros da elite econômica do Estado.[carece de fontes?]
Durante seu governo, conseguiu sufocar os revoltosos que aderiram à Balaiada no território piauiense, que lutavam contra o governo central do Brasil no Rio de Janeiro. O Barão da Parnaíba revelou-se em um habilidoso negociador e foi reconhecido por D Pedro II por seu apoio a Duque de Caxias na debelação do movimento no Maranhão.[carece de fontes?]